# Dittenheim
Dittenheim – miejscowość i gmina w Niemczech, w kraju związkowym Bawaria, w rejencji Środkowa Frankonia, w regionie Westmittelfranken, w powiecie Weißenburg-Gunzenhausen, wchodzi w skład wspólnoty administracyjnej Altmühltal. Leży około 14 km na północny zachód od Weißenburg in Bayern, nad rzeką Altmühl, przy linii kolejowej Monachium/Augsburg - Würzburg.

## Dzielnice
W skład gminy wchodzą następujące dzielnice: Dittenheim, Sammenheim, Sausenhofen, Windsfeld.

## Demografia
| Rok  | Liczba mieszk. |
| ---- | -------------- |
| 1970 | 1 622          |
| 1987 | 1 643          |
| 2000 | 1 798          |

## Osoby urodzone  w Dittenheimie
- Eduard Rupprecht, duchowny luterański

## Oświata
(na 1999)

W gminie znajduje się 75 miejsc przedszkolnych (73 dzieci).